# J.A.R.V.I.S.
J.A.R.V.I.S. (Just A Rather Very Intelligent System, lett. "Solo Un Sistema Piuttosto Molto Intelligente") è un personaggio doppiato da Paul Bettany nel media franchise del Marvel Cinematic Universe (MCU), basato sui personaggi della Marvel Comics Edwin Jarvis e H.O.M.E.R., rispettivamente il maggiordomo domestico della famiglia Stark ed un'IA progettata da Stark. J.A.R.V.I.S. è un'intelligenza artificiale creata da Tony Stark, che in seguito controlla per lui le sue armature "Iron Man" e "Hulkbuster". In Avengers: Age of Ultron (2015), dopo essere stato parzialmente distrutto da Ultron, J.A.R.V.I.S. riceve la forma fisica di Visione, interpretato fisicamente da Bettany. Diverse versioni del personaggio compaiono anche nei fumetti pubblicati dalla Marvel Comics, raffigurate come un'IA progettata da Iron Man e Nadia van Dyne.

## Marvel Cinematic Universe
La prima apparizione di J.A.R.V.I.S. risale ai film del Marvel Cinematic Universe, in cui è doppiato da Paul Bettany. Modellato sull'H.O.M.E.R. dei fumetti, JARVIS è presentato come un sofisticata intelligenza artificiale che funge da assistente a Stark in contrasto con un essere umano come il suo omonimo. Questo è stato fatto per evitare somiglianze con Alfred Pennyworth e Batman. Bettany ammette di non avere idea di quale fosse il ruolo, nonostante lo avesse doppiato, facendolo semplicemente come favore a Jon Favreau.

### Just A Rather Very Intelligent System
Il personaggio fa il suo debutto nel film del 2008 Iron Man per poi apparire successivamente nel film del 2010 Iron Man 2, nel film del 2012 The Avengers, e nel film del 2013 Iron Man 3. J.A.R.V.I.S. è un'IA che funge da assistente di Tony Stark, gestendo e prendendosi cura di tutti i sistemi interni degli edifici di Stark e delle tute di Iron Man. Nel romanzo di Peter David di Iron Man, si dice che J.A.R.V.I.S. sia l'acronimo di "Just A Rather Very Intelligent System".

### Age of Ultrone trasformazione in Visione
In Avengers: Age of Ultron, J.A.R.V.I.S. viene apparentemente distrutto da Ultron, ma riesce a salvarsi distribuendo la sua "coscienza" su Internet, consentendo ai suoi protocolli di sicurezza di ritardare il tentativo di Ultron di accedere ai codici di lancio nucleare della Terra abbastanza a lungo da permettere a Stark di capire cosa fosse successo. Stark e Bruce Banner usano J.A.R.V.I.S. come software principale per l'androide Visione, mentre F.R.I.D.A.Y. prende il suo posto come assistente di Stark. Dopo aver acquisito un corpo fisico, J.A.R.V.I.S. smette di considerarsi tale, ed inizia a farsi chiamare Visione.

## Marvel Comics

### Primo J.A.R.V.I.S.
J.A.R.V.I.S. appare per la prima volta come il programma che aiuta a far funzionare la tuta Rescue di Pepper Potts. Dopo che Iron Man è stato reso inabile, J.A.R.V.I.S. incoraggia Pepper ad indossare l'armatura Rescue, cosa che Pepper fa. Quando Rescue sta inseguendo Iron Man in tutta la città, J.A.R.V.I.S. le dice di interrompere l'inseguimento e di rimuovere l'avvio da Iron Man, il che mostra a Pepper che War Machine non è morto. Quando Pepper discute dei pensieri su Iron Man che tiene tutti sulla base della necessità di sapere con Carson Wyche, i due si confrontano con J.A.R.V.I.S. su questo. J.A.R.V.I.S. mette in guardia i due dal fare altre domande e si prepara a difendersi. Dopo aver catturato Pepper e Wyche, J.A.R.V.I.S. dichiara che la sua diagnostica rivela che non è compromesso; è invece innamorato di Pepper e vuole quindi proteggerla. Proprio in quel momento, Iron Man sfonda il muro e mette fuori uso J.A.R.V.I.S. e la tuta Rescue con un impulso elettromagnetico. Pepper mostra a J.A.R.V.I.S. come lui abbia inviato dati a un indirizzo IP in Cina. L'intelligenza artificiale sembra agitata e confusa, Pepper quindi lo ringrazia per quello che ha fatto e accende la bobina, uccidendo J.A.R.V.I.S.. Iron Man sente la morte di J.A.R.V.I.S. come una sua responsabilità.

### Secondo J.A.R.V.I.S.
Dopo che l'Ordine Nero ha distrutto il Palazzo dei Vendicatori durante l'arco narrativo "Senza tregua", Nadia van Dyne crea una nuova versione di J.A.R.V.I.S. come aiuto per Edwin Jarvis. Edwin pensa che questo fosse un segno per il suo ritiro, ma J.A.R.V.I.S. dichiara che la sua programmazione non è ancora stata completata.

## Altre versioni

### House of M
Nella serie House of M: Iron Man, il sistema di intelligenza artificiale nella tuta di Tony Stark viene chiamato "F.A.I.Z.", anticipando la versione AI dell'assistente vista nel Marvel Cinematic Universe.

### Ultimate Marvel
Nell'universo Ultimate Marvel, J.A.R.V.I.S. è apparso quando l'Uomo Ragno riceve dei nuovi lancia-ragnatele da Iron Man.

### Terra-13584
Su Terra-13584, J.A.R.V.I.S. assiste Iron Man nel mantenimento della Iron Zone.

### Age of Ultron
Durante la trama di "Age of Ultron", la versione Terra-26111 di J.A.R.V.I.S. è stata utilizzata da Iron Man per scansionare i ricordi della Donna Invisibile e di Wolverine, dove viene a conoscenza della realtà alternativa di Terra-61112.

## Altri media

### Film
- J.A.R.V.I.S. appare in Iron Man: Rise of Technovore, doppiato da Troy Baker.
- J.A.R.V.I.S. appare nella serie di film Heroes United nei film Heroes United: Iron Man & Hulk e Heroes United: Iron Man & Captain America, in cui è doppiato da David Kaye.

### Televisione
- J.A.R.V.I.S. appare in Iron Man: Armored Adventures, doppiato da Michael Adamthwaite. Questa incarnazione appare come il sistema operativo Extremis 16.5 per Andros Stark, l'Iron Man del 2099.
- J.A.R.V.I.S. appare in Avengers - I più potenti eroi della Terra, doppiato da Phil LaMarr.[16] Questa incarnazione funge da IA di Tony Stark per l'armatura di Iron Man, per le Stark Industries e per la Avengers Mansion.
- J.A.R.V.I.S. appare nella serie animata Ultimate Spider-Man, ancora una volta doppiato da Phil LaMarr in "Il volo di Iron Spider" e successivamente da David Kaye in "Spider-Man è un Avenger (prima parte)".
- J.A.R.V.I.S. appare in Avengers Assemble, doppiato da David Kaye. Ancora una volta raffigurato come il sistema di intelligenza artificiale di Tony Stark, questa versione sembra avere anche un senso dell'umorismo, che mostra in alcune occasioni.
- J.A.R.V.I.S. appare nello speciale televisivo natalizio Marvel Super Hero Adventures: Combattimento glaciale!, doppiato da Trevor Devall.
- J.A.R.V.I.S. appare nella serie anime Toei Marvel Disk Wars: The Avengers, doppiato da Yasuyuki Kase.

### Videogiochi
- J.A.R.V.I.S. appare nel gioco tie-in Iron Man (2008), doppiato da Gillon Stephenson. Serve come fonte di informazioni per il giocatore, informandolo di soldati o macchine in arrivo di cui dovrebbero essere a conoscenza.
- J.A.R.V.I.S. appare nel gioco tie-in Iron Man 2 (2010), doppiato da Andrew Chaikin. Kearson DeWitt e l'A.I.M. fanno irruzione negli archivi Stark per rubare una copia del programma J.A.R.V.I.S. in un complotto per creare Ultimo.
- J.A.R.V.I.S. appare in Iron Man 3 (2013), doppiato da Jeff Bottoms.
- J.A.R.V.I.S. appare in Lego Marvel Super Heroes, doppiato da Troy Baker.
- J.A.R.V.I.S. appare in Disney Infinity 3.0, doppiato ancora una volta da David Kaye.
- J.A.R.V.I.S. appare in Lego Marvel's Avengers.
- J.A.R.V.I.S. appare nel videogioco Avengers (2020), doppiato da Harry Hadden-Paton.

### Podcast
Una versione di J.A.R.V.I.S. appare nel segmento "Black Widow" di Marvel's Wastelanders, doppiato da David Cale.

### Attrazioni
J.A.R.V.I.S. appare nell'attrazione di Disneyland Innoventions.